# Облава (фільм, 2010)
Облава (фр. La Rafle) - художній фільм французького режисера Розлін Бош. Оснований на реальних подіях, які відбувалися у Франції в 1942 році.  

## Сюжет
Історія трьох єврейських сімей, заснована на реальних фактах. Головні герої опиняються в самому епіцентрі подій, які сталися 16 і 17 липня 1942 року, коли французькі поліцейські затримали більше 12 тисяч євреїв і тримали їх на стадіоні Вель-д `Ів. Умови утримання були жахливі, близько сотні в'язнів покінчили життя самогубством, а кожного, хто намагався втекти, розстрілювали на місці. Після шести днів у Вель-д `Іві євреїв депортували до французьких таборів Дрансі, Бон-ла-Роланд і Пітівьер, звідки потім етапували в німецькі табори смерті.

## Реальність
Ділянка включає в себе кілька реальних людей, у тому числі Джо і Ганна Вайсман Траубе, у фільмі її мати і сестра в полоні, в реальному житті вони також приєдналися до їх батька в Ліможі. Інший реальний символ Аннет Моно. Доктор Давід Sheinbaum, якого грає Жан Рено, являє собою синтез більше одного лікаря.

## Реліз
Французька прем'єра відбулася 10 березня 2010 року. Фільм також був відкритий в Бельгії, Люксембургу та Швейцарії в той же день. На DVD був випущений у Франції 7 вересня 2010 року.

## У фільмі знімались
- Мелані Лоран: Аннет Моно
- Жан Рено: доктор Давід Шейнбаун
- Гад Ельмалех: Schmuel Вейсман
- Рафаелла Агоге: Сура Вейсман
- Уго Левердез: Джозеф Вайсман
- Ребекка Мардер: Рейчел Вейсман
- Сільві Тестю: Белла Zygler
- Анн Броше: Діна Траубе
- Олів'є Cywie: Simon Zygler
- Шарлотта Driesen: Шарлотта Вейсман
- Саломе Sebbag: Луїза Zygler
- Керолайн Рейно: Поль Fétiveau
- Тьєррі Фремон: Капітан Pierret
- Роланд Коуп: Філіпп Петен
- Удо Шенк: Адольф Гітлер